# Akihiko Hirata
Akihiko Hirata (小野田昭彦 Hirata Akihiko?, n. 16 decembrie 1927, Seul, Coreea Japoneză – d. 25 iulie 1984, Tokyo⁠(d), Tokyo, Japonia) a fost un actor de cinema japonez. Hirata a jucat în numeroase filme (inclusiv trilogia Samurai a lui Hiroshi Inagaki) și este cel mai cunoscut pentru munca sa în genul kaiju, inclusiv filme precum King Kong vs Godzilla, The Mysterians, Mechagodzilla no Gyakushū, Godzilla vs. Mechagodzilla, și cel mai faimos rol al său, Dr. Daisuke Serizawa, tânărul om de știință strălucit, dar tulburat, din Godzilla original, lansat în 1954. Hirata a fost căsătorit cu populara actriță Yoshiko Kuga din 1961 până la moartea acestuia. Ea a murit după o lungă luptă cu cancerul pulmonar în 1984, la vârsta de 56 de ani.

## Biografie

### Tinerețe
Hirata s-a născut în Seul, Coreea, în 1927, într-o familie înstărită. A studiat la prestigioasa Școală de Design Interior a Universității din Tokyo. Înainte de a se alătura studioului Shintoho ca regizor asistent (sub conducerea fratelui său mai mare, Yoshiki Onoda), Hirata s-a dedicat fotografiei statice și, în cele din urmă, s-a alăturat studioului Tōhō în 1953 în cadrul programului „New Face” al studioului, ceea ce avea să-l ducă la distribuirea sa în Godzilla (deși Hirata era inițial destinat rolului lui Ogata, acesta a fost interpretat în cele din urmă de Akira Takarada).

### Carieră
Debutul cinematografic al lui Hirata a avut loc în 1953 cu Hoyo. Hirata a continuat să interpreteze tot felul de personaje, de la ticăloși la oficiali guvernamentali. Fața sa prelungă și trăsăturile intense i-au adus actorului un cult al fanilor. Deși Hirata a câștigat faimă de durată cu rolul său din Godzilla, rolul l-a și plasat în rolurile principale, iar actorul a continuat să joace în peste 20 de alte filme science fiction fantasy pentru Toho (inclusiv Godzilla vs. the Monsters, Gorath și Nostradamus no Daiyogen), precum și într-un rol recurent major în seria originală Ultraman. Este demn de remarcat faptul că atât în prima, cât și în ultima sa apariție într-un film Godzilla, Hirata a interpretat oameni de știință misterioși și tulburați, Hirata preluând rolul tragicului Dr. Mafune în Mechagodzilla no Gyakushū din 1975.

### Moarte
Hirata a murit în 1984. Asocierea actorului cu genul kaiju a continuat până la moartea sa, deoarece a contribuit la anunțarea producției filmului Godzilla 1984 la o conferință de presă la Tokyo, dar din păcate, Hirata era prea bolnav pentru a apărea în film, iar rolul i-a revenit în cele din urmă lui Yosuke Natsuki, care apăruse alături de Hirata în San Daikaijū: Chikyū Saidai no Kessen în 1964. Hirata a murit pe 25 iulie 1984, după o lungă luptă cu cancerul pulmonar.

## Filmografie selectivă

### Filme de cinema
- Hoyo (1953)
- Hana no naka no musumetachi (1953)
- Tetsuwan namida ari (1953)
- Samurai (1954) ca Seijuro Yoshioka
- Godzilla (1954) ca Dr. Daisuke Serizawa
- Tabiji (1955) ca Horikoshi no Masakichi
- Samurai II (1955) ca Seijūrō Yoshioka
- Samurai III (1956) ca Seijūrō Yoshioka
- Rodan (1956) ca profesor Kyouichiro Kashiwagi
- The Mysterians (1957) ca Ryōichi Shiraishi
- Bijo to Ekitai-ningen (1958) ca Inspector Tominaga
- Daikaijū Varan (1958) ca Dr. Fujimura
- Sensuikan I-57 kofuku sezu (1959)
- Densō Ningen (1960) ca detectiv Kobayashi
- Hawai Midway daikaikusen: Taiheiyo no arashi (1960) ca oficial
- Ōsaka-jō Monogatari (1961) ca Hayatonosho (Hayato) Susukida
- Mothra (1961) ca Doctor
- Sanjuro (1962) ca Samurai
- Gorath (1962) ca Magazinul spațial Otori [JX Eagle] Căpitanul Endo
- King Kong vs. Godzilla (1962) ca Doctor Shigesawa
- Atragon (1963) ca Agentul Mu nr. 23
- San Daikaijū: Chikyū Saidai no Kessen (1964) ca în rolul detectivului șef Okita
- Hyappatsu hyakuchu (1965) ca Komori
- Ultra Q (1967) como Jefe Hanazawa
- Ultraman (1966) ca profesor Iwamoto
- Gojira, Ebira, Mosura Nankai no Daikettō (1966) ca Red Bamboo Captain Ryū
- Ultraseven (1967) ca Ofițer de stat major Yanagawa
- Kokusai himitsu keisatsu: Zettai zetsumei (1967) ca bărbat cu pălărie turcească
- Kaijū-tō no Kessen Gojira no Musuko (1967) ca Fujisaki
- Ido zero daisakusen (1969) ca Dr. Sugata; Doctor en Latitud Cero
- Godzilla vs. Mechagodzilla (1974) ca professor Hideto Miyajima
- Nostradamus no Daiyogen (1974) ca Om de știință în domeniul mediului 1
- Godzilla vs. Mechagodzilla (1975) ca Dr. Shinji Mafune
- Daitetsujin 17 (1977) ca Căpitanul Gomez
- Wakusei Daisensō: The War in Space (1977) ca Comandantul Oishi, Forțele de Apărare ale Japoniei
- 203 kochi (1980) ca Gaishi Nagaoka
- Sayonara Jupiter (1984) ca Doctor Inoue Ryutarou

### Filme de televiziune
- Onihei Hankachō (1975)